# Subregión de San Juan
San Juan es una de las 5 subregiones que componen el departamento del Chocó (Colombia).Esta región hace parte de los territorios focalizados PDET. Está integrada por los siguientes municipios, al sur del mismo:
- Cantón de San Pablo
- Cértegui
- Condoto
- Istmina
- Medio San Juan
- Nóvita
- Río Iró
- San José del Palmar,
- Sipí
- Tadó
- Unión Panamericana